# Artefactos (obra de Nicanor Parra)
Artefactos es el décimo poemario del escritor chileno Nicanor Parra, publicado originalmente en 1972 en la «Colección Universidad y Letras» de Ediciones Nueva Universidad, editorial perteneciente a la Universidad Católica de Chile. Más que tratarse de un libro, esta obra es en realidad una caja que incluye en su interior 242 tarjetas postales con eslóganes e ilustraciones, siendo un trabajo completamente vanguardista para su época.

## Estructura y contenido
Los poemas de esta obra están contenidos en tarjetas postales que incluyen textos, eslóganes, imágenes, bromas y grafitis. Su naturaleza fragmentada les permite ser leídos en cualquier orden.
1. Dime si te molesto con mis lágrimas
2. No se termina nunca de nacer
3. Poeta lírico
4. ¿Ilustre desconocido?
5. Acto gratuito
6. Se pierden algunas batallas
7. Las maldiciones están de más
8. Perdona la franqueza
9. Nothing serious but Mysterious
10. No será poesía pero es cierto
11. Verdumnia
12. Al tercer día
13. Hasta cuándo siguen fregando la cachimba
14. Aquí se está consumiendo demasiado papel higiénico señores
15. Bueno bueno
16. Poeta maldito versus página en blanco
17. El pan hace mal
18. Cómo es posible, señor Parra, que Ud. vaya a los EE. UU...
19. Hombre nuevo
20. Tres noes
21. In naturalibus
22. Aló aló
23. La muerte es una puta caliente
24. Rubias despampanantes sí
25. Y todavía tienen cara de cantar la canción nacional
26. –marxista?
27. Revolución cultural
28. Energúmeno
29. Si fuera justo Fidel
30. Si yo fuera Presidente de Chile
31. La piedra más horrible
32. El padre eterno
33. Spanglish
34. De boca cerrada no salen moscas
35. Eclipse
36. El culo de un hombre
37. Primera condición de toda obra maestra
38. Se prohíbe escupir?
39. Que quede bien en claro
40. Condenado a vivir
41. Hágase hombre señor profesor
42. El mundo es lo que es
43. Revolución revolución
44. El poeta es un simple locutor
45. Paciencia
46. Con el Papa
47. Última hora — urgente
48. Ustedes mataron a la Viola
49. I'm in love with Christ
50. Quo Vadis Nicanor
51. A nosotros nos importa una hueva
52. Viudas
53. No se debiera hablar en primera
54. Ambigüedad
55. Perdón sí
56. Ustedes dirán
57. Kaput
58. Garabatos
59. La muerte es un hábito colectivo
60. Silencio mierda!
61. Why not!
62. Entienda compañero
63. Rusos y checos
64. Visita al decano
65. Acto de fe
66. El que se menea es vaca
67. Mendigo alegre no inspira piedad
68. Compañeros
69. Quo Vadis Nicanor
70. I turned around the corner
71. He visto tantas tontas banderas
72. Estudiantes de humanidades
73. Los 3 ladrones
74. Cultivar un jardín
75. Para no ir demasiado lejos
76. Bien
77. Qué hacemos con la Universidad
78. Hay dos clases de bosques
79. Así eh que aquí
80. Amigo
81. La poesía morirá si no se la ofende
82. Raza de fornicadores
83. Qué flores son esas Dios Santo!
84. Soy el terror de la confitería
85. USA
86. Cuándo van a entender
87. Ojo compadre
88. Decida Ud amigo lector
89. Ellos los perlas
90. Aló aló
91. El rey de la selva
92. Mierda!
93. Estos enamorados puta madre
94. Fin de cueca
95. Y ahora qué
96. Diálogo con una niñita de 5 años
97. Mao
98. Como ustedes podrán haberse dado cuenta
99. La catástrofe es una e indivisible
100. Inmune a la argumentación lógica
101. USA
102. He pasado la vida
103. Qué más canción que el transcurso del tiempo
104. Jodido y sin novedad
105. Donde cantan y bailan los poetas
106. Todo es poesía
107. Menos mal que tenemos citroneta
108. Anoche quedó en claro
109. No basta con decir que se es revolucionario
110. No me pienso mover de esta mesa
111. Aló con la casa de la cultura?
112. Nubes:
113. Cuando nací morí
114. La poesía chilena se endecasilabó
115. Leones en el jardín
116. Vamos a hacer globitos
117. Bailar es pensar con el cuerpo
118. Yo no tengo problemas
119. Death has no future
120. El derecho a pataleo es sagrado
121. No está:
122. Un secreto al oído
123. ...Y así fue como lo convirtieron
124. Tercera vez en una semana
125. Antología
126. Para matar el tiempo
127. Qué será lo que dice
128. Y tú teófilo
129. Poemas impertinentes
130. V-day
131. Me emborracho porque me da la real gana
132. Cante no más señora:
133. Don't make fun of nature you old fool
134. Se puso los pantalones al revés compadre
135. Ven?
136. Esta mujer no me inspira confianza
137. Acúsome padre
138. Art is homosexual
139. Nadie vio jamás
140. No se espere nada concreto de mí
141. Más vale tarde que nunca
142. Vuelvo del basural
143. Juguetes para gigantes
144. Se me hace cuesta arriba
145. Rimbaud was a girl
146. Mala cueva:
147. La izquierda y la derecha unidas
148. Antipoesía
149. Estudiantes borrachos
150. Entre 2 novias
151. Far West
152. Soy viejo
153. Satisfecha la curiosidad
154. En mis horas de ocio
155. Vaya vaya
156. Ojo poetas jóvenes
157. Compañera mechona
158. Crucifiquemos este gato
159. Sentado en un ánfora griega
160. Señorita de buena presencia
161. Como dice Patricio Manns
162. Necesito reírme del prójimo
163. Claro que cantaba bien
164. Cable de La Habana
165. Ultimátum
166. Todo, todo
167. Rubias angelicales sí
168. Fighting for peace
169. No por ambición
170. En estos 10 años de revolución
171. La poesía precede a la acción
172. Las gracias siguen siendo tres:
173. UP última hora urgente
174. La famosa mulata de fuego
175. Periodista japonés observa:
176. Vencerán
177. Sabe una cosa compadre
178. Busquen busquen
179. Soy una especie de barco a vapor
180. Toda lucha fratricida
181. Mariposa
182. La música no me agarra
183. Amigo lector
184. Un anciano difícil
185. Entre araucanos
186. El profesor y la criatura
187. Se confirma mi tesis:
188. Un hombre se queda dormido
189. Tiempo para la poesía
190. Quemen esa bandera chilena
191. El pensamiento muere en la boca
192. El humo no deja ver las nubes
193. Plataforma de lucha
194. Más que las flores abiertas
195. Primer cometido del energúmeno
196. Education
197. Help!
198. Dos paraísos
199. Yo soy un hombre práctico
200. ¡Presidente!
201. ¿Es efectivo que te nacionalizarás boliviano?
202. Este viejo decrépito
203. Cuando me muera
204. Bueno es el curanto
205. Fe de erratas
206. Mendigo chileno
207. L'état c'est moi
208. Hoja verde
209. Casa Blanca
210. Gringos tales por cuales
211. Qué miran ociosos
212. Sacré coeur de Jésus...
213. Salvé de la tuberculosis
214. Tengo un sobrino rico en Europa:
215. La realidad no cabe en un zapato chino
216. ¡Las patitas!
217. Oíste Nueva York
218. Dúo para tres
219. Our Nixon thou art...
220. Léaseme al revés
221. Condecoración
222. A mí nadie me pisa los callos
223. Técnicamente hablando
224. Cuba sí
225. Pierdan cuidado
226. Ceux qui n'ont pas de confiance en moi je les enmerde
227. Defiéndase profesor!
228. Colombina
229. Viride folium decisset te deus
230. Calzados Bata
231. Para que algunos pocos coman bien
232. Antes sí
233. Estoy con el agua al pescuezo
234. Salvo la Venus de Milo
235. Para ser Presidente
236. Keep off!
237. Toro
238. Luna de miel
239. Mamá que es eso?
240. 4 tazas de té
241. Chao

## Historia editorial
Los primeros «artefactos» o sus precursores se comenzaron a publicar hacia 1966, el mismo año en que apareció «Me retracto de todo lo dicho» en el periódico comunista El Siglo. Luego se publicó una primera selección de ellos en 1968, en la revista Arúspice dirigida por Jaime Quezada en la Universidad de Concepción. Los artefactos allí publicados, escritos por Parra por su puño y letra, fueron los siguientes: «Esperando micro», «Endecasílabo», «Los tres ladrones», «El anciano difícil», «Aviso», «Advertencia», «Hijo» y «Vals interruptus».

## Estilo
De acuerdo con el crítico Niall Binns, en esta obra Nicanor Parra rompe con el lirismo y el buen gusto canónico. El autor alardea de una vulgaridad muy vanguardista para su época, que le permite alcanzar así la máxima agresividad en su antipoesía. Para Binns, si los Versos de salón (1962) «funcionaron como pedradas», estos artefactos «eran como esquirlas». El propio Parra considera a sus artefactos como la explosión de un antipoema. Fiel a la naturaleza de los antipoesía, en estos textos abunda el absurdo, la vulgaridad, la burla al poder eclesiástico (principalmente a la Iglesia católica) y político (liderado en ese momento por la Unidad Popular). Como en La camisa de fuerza, antipoemas incluidos en Obra gruesa (1969), existe un distanciamiento explícito entre el «yo poético» y el autor. Todo lo anterior es justificado por el autor como un acto dramático.

## Análisis de la obra
Para el estudioso de la obra de Parra, Federico Schopf, estos «artefactos» usualmente se refieren al pasado; en algunos casos al pasado histórico y en otros al pasado inmediato, en algunos casos a un pasado localista y en otros a un pasado universal. Por otra parte, ellos no proponen una objetividad que promueva la reflexión, como obras de arte conceptual tales como «One and three chairs» (1965) de Joseph Kosuth, sino un shock en que el texto resignifica automáticamente la imagen.
Estos trabajos también se han relacionado con los del escocés Ian Hamilton Finlay, el belga Marcel Mariën y el catalán Joan Brossa. De hecho, en septiembre de 2017, algunos «artefactos» y «trabajos prácticos» de Parra se presentaron junto a varios poemas visuales de Brossa y otros trabajos de Hamilton y Mariën en una exposición en el Museo de Arte Contemporáneo de Barcelona.

## Crítica y recepción
Como sus anteriores obras antipoéticas, este trabajo recibió críticas diversas y contradictorias. En una negativa reseña anónima de Puro Chile, se le consideró un libro anti-izquierdista. Tras el golpe de Estado en Chile de 1973, el rector designado de la Universidad Católica, el almirante Jorge Swett, mandó a quemar las cajas restantes que todavía se conservaban en la editorial.

## Otros medios
En el invierno de 1987, el artefacto «USA/ donde la libertad/ es una estatua» («USA, Where Liberty is a Statue») fue utilizado por su hija Catalina Parra, seleccionada junto a otros artistas visuales por el Public Art Fund, para ser proyectado en la pantalla gigante de noticias Spectacolor ubicada públicamente en el corazón del Times Square. La animación por computadora fue transmitida durante dos semanas del mes de febrero, durante treinta segundos cada media hora. Nicanor, de visita en Nueva York, acompañó a su hija a ver la primera aparición de la proyección.